# Abu Nars Fatuh
Abu Nars Fatuh, bereber de la dinastía Zenata, fue el tercer y último rey de la Taifa de Ronda al ocupar el trono en 1058. 
Segundo hijo de Abu Nur Hilal sucedió a su padre en el trono de la taifa rondeña cuando este falleció en 1058. El primogénito Badis ben Hilal había sido ejecutado por orden de su padre debido a que se apropió del trono aprovechando que Abu Nur había sido encarcelado por el rey de la taifa sevillana Al-Mutadid. 
Al-Mutadid lo hizo asesinar en 1065, tras lo cual anexionó la taifa rondeña el 10 de febrero de 1066.
| Predecesor: Abu Nur Hilal | Reyes taifas de Ronda 1058 - 1065 | Sucesor: No tuvo |